# Manon Mollé
Manon Mollé, née le 10 novembre 1994 à Angers, est une golfeuse française.

## Carrière
Avec Justine Dreher, elle remporte la médaille d'argent des Championnats d'Europe de golf par équipes 2018 à Gleneagles.